# Invertsocker
Invertsocker innehåller lika delar glukos (druvsocker) och fruktos (fruktsocker). Invertsocker bildas genom en hydrolys (spjälkning) av sackaros (ibland kallat rörsocker, betsocker eller ”vanligt vitt socker”). 
Blandningen av glukos och fruktos har en sötare smak än sackaros och kan användas till att minska mängden av socker i ett recept. Invertsocker har en bättre konserverande effekt än vanligt socker. Invertsocker kan blandas med vanligt socker för att hindra kristallisering, något som används i bland annat sirap. Invertsocker är hygroskopiskt det vill säga har en stor förmåga att ta upp fukt från omgivande luft.
Namnet invertsocker kommer av att blandningen uppvisar omvänd optisk rotation jämfört med sackaros. Hydrolysen leder därför till att sockerlösningen "inverteras" i optiskt hänseende.